# Alison Krauss
Alison Maria Krauss (Decatur, 23 de julho de 1971) é uma cantora, compositora e musicista norte-americana, com grande êxito no seu país natal, tendo conseguido vários discos de platina e 27 prêmios Grammy.
De início estudou violino clássico, mas aos oito anos começou a interessar-se pelo violino de bluegrass e começou a tocar em festas e festivais, tendo obtido vários prémios. Além do virtusismo a tocar violino, chamou à atenção da critica da sua voz de soprano. Em 1985 foram publicados as suas primeiras gravações no disco Different Strokes, uma colecção de temas bluegrass e folk interpretados por ela, pelo seu irmão Viktor, Bruce Weiss e Jim Hoiles. Nesse mesmo ano, tendo ela 14 anos, firmou um contrato com a editora discográfica /gravadora Rounder Records, especializada em música tradicional dos Estados Unidos da América que teve grande êxito. No disco  Two Highways (1989), contou  com a colaboração da banda de bluegrass Union Station:  Mike Harman (banjo), Jeff White (guitarra) e John Pennell (banjo).  Neste álbum,  fez incursões no country, o gospel e ainda o rock, com uma versão da canção Midnight Rider, de The Allman Brothers Band.
Produziu vários discos para outros cantores, como The Cox Family, Nickel Creek e Alan Jackson. Em 2006, gravou em duo com John Waite, o tema "Missing you", um grande sucesso deste cantor em 1985.

## Biografia
Alison Maria Krauss nasceu em Decatur, Illinois; filha de Fred e Louise Krauss. Seu pai era imigrante alemão que chegou aos Estados Unidos em 1952 e aprendeu a língua do país. Sua mãe, de ascendência ítalo-germânica, provém de uma família envolvida com música. Krauss cresceu na pequena cidade de Champaign, mais conhecida por sediar a Universidade de Illinois em Urbana-Champaign, e começou a estudar música clássica aos cinco anos de idade, logo mudando seu estilo para o bluegrass. Posteriormente, Krauss afirmaria que seu envolvimento com música seria por sua mãe "tentar encontrar coisas interessantes para mim" e "querer que eu me envolvesse com música, além de artes e esportes". Aos oito anos de idade, Krauss passou a participar de concursos de talentos locais e aos dez já possuía sua própria banda. Aos treze anos, Krauss venceu o Festival de Campo de Walnut Valley e foi considerada a "Mais Promissora Artista do Meio-Oeste" pela Sociedade de Preservação do Bluegrass.
Em 1984, conheceu Dan Tyminski num dos festivais organizados por esta sociedade, que seria o local de reunião com cada um dos membros da nova banda.

## Carreira

### 1985–1991: Início de carreira
Sua estreia em estúdio deu-se em 1985 com o álbum independente Different Stokes, que incluía ainda participações de Viktor Krauss, Swamp Weiss e Jim Hoiles. Desde os 12 anos de idade, já performava com o baixista e compositor John Pennell na banda "Silver Rail", substituindo a rabequista Andrea Zonn. Posteriormente, Pennell mudou o nome da banda para Union Station ao descobrir a existência de outro grupo com o mesmo nome. Desde este período inicial e ao longo de toda sua carreira artística, Krauss teria Pennell como um de seus compositores preferidos e mais recorrentes em seu repertório. A notória "Every Time You Say Goodbye", gravada por Krauss, foi composta por Pennell. 
Já no fim de 1985, Krauss assinou contrato com a Rounder Records e em 1987, aos 16 anos de idade, lançou seu álbum de estreia pela gravadora, intitulado Too Late to Cry. O álbum, no entanto, não é creditado como parte da discografia da banda Union Station, apesar desta ter participado como apoio vocal. Em 1989, seria lançado o álbum Two Highways, sendo este o primeiro álbum de Krauss em parceria com a banda. O álbum possui como destaques as canções "Wild Bill Jones", "Beaumont Rag" e "Midnight Rider". 
Por questões contratuais, Krauss tinha de realizar trabalhos solos e em parceria com a Union Station alternativamente. Em 1990, seguindo o acordo estabelecido com a Rounder, Krauss lançou o álbum I've Got That Old Feeling, sendo este o primeiro trabalho a emplacar na Billboard Hot Country Songs. Além disto, o álbum tornou-se um marco definitivo em sua carreira ao render-lhe um Prêmio Gammy (na categoria "Melhor Álbum de Bluegrass"), emplacar nas paradas musicais do país e promover a gravação de seu primeiro videoclipe. 

### 1992–1999: Sucesso inicial
Every Time You Say Goodbye, segundo álbum de Alison Krauss & Union Station, foi lançado em 1992, rendendo-lhe seu segundo Prêmio Grammy de Melhor Álbum de Bluegrass. Por conta do sucesso, Krauss foi convidada a participar do programa radialístico Grand Ole Opry em 1993, tornando-se a mais jovem integrante do elenco à época e a primeira artista de bluegrass a realizar tal performance em mais de três décadas. Neste período, Krauss também lançou o álbum I Know Who Holds Tomorrow, em colaboração com The Cox Family. No fim de 1994, Krauss gravou com a banda Shenandoah o single "Somewhere in the Vicinity of the Heart", que elevou-a ao Top 10 da música Country e rendeu-lhe um Prêmio Grammy de Melhor Colaboração Country com Vocais. Ainda no mesmo ano, Krauss foi convidada a participar do projeto Red Hot + Country da Organização Red Hot, que visava o combate à AIDS. Em 1997, a cantora foi responsável pela voz e violino na canção "Half a Mind", do álbum 7 Deadly Zens de Tommy Shaw. 
Em 1995, chegou aos mercados a compilação Now That I've Found You: A Collection, reunindo regravações de sucessos de seus artistas preferidos. Algumas regravações incluíram "Oh Atlanta" (de Bad Company), "Baby Now That I've Found You" (de Dan Schafer), e "I Will" (de The Beatles). Uma versão de "When You Say Nothing at All", gravado originalmente por Keith Whitley, alcançou a terceira colocação na Country Hot Songs, enquanto o álbum inteiro despontou em 15º lugar na Billboard 200, vendendo mais de dois milhões de cópias. Além de receber um disco de platina pelo álbum, Krauss foi indicado a quatro categorias dos prêmios da Country Music Association. 
Em 1997, foi lançado So Long So Wrong, outro álbum de Alison Krauss & Union Station, que venceu novamente o Grammy de Melhor Álbum de Bluegrass. Um crítico afirmou que a sonoridade do álbum era "nada tradicional" e "igualmente para variar um pouco...tocava no bluegrass". A canção "I Doesn't Matter", presente no álbum, foi incluída no episódio de estreia de Buffy the Vampire Slayer e integrou a trilha sonora oficial da série televisiva. 
Em 1999, Krauss lançou o álbum Forget About It, com duas canções incluídas na Adult Contemporary da Billboard. O álbum foi certificado em ouro e emplacou entre os 75 primeiros da Billboard 200, emplacando entre os cinco primeiros da Hot Country Albums.

## Discografia
- 1985 - Different Strokes
- 1987 - Too Late to Cry
- 2000 - Two Highways
- 1990 - I've Got That Old Feeling
- 1992 - Every Time You Say Goodbye
- 1994 - I Know Who Holds Tomorrow (com The Cox Family)
- 1997 - So Long So Wrong
- 1999 - Forget About It
- 2001 - New Favorite
- 2004 - Lonely Runs Both Ways
- 2007 - Hundred Miles Or More: A Collection
- 2007 - Raising Sand (com Robert Plant)
- 2011 - Paper Airplane

### Compilações
- 1995 - Now That I've Found You: a collection

### Discos ao vivo
- 2002 - Live

### Singles
| Ano  | Single                                                                       | Álbum                                         | US Hot 100 | US Country | US AC | RIAA certification |
| ---- | ---------------------------------------------------------------------------- | --------------------------------------------- | ---------- | ---------- | ----- | ------------------ |
| 1990 | "Steel Rails"                                                                | I've Got That Old Feeling                     | -          | 73         | -     | -                  |
| 1995 | "Somewhere in the Vicinity of the Heart" (Shenandoah c/ Alison Krauss)       | Vicinity of the Heart (Shenandoah album)      | -          | 7          | -     | -                  |
| 1995 | "When You Say Nothing At All"                                                | Now That I've Found You                       | 53         | 3          | -     | -                  |
| 1995 | "Baby, Now That I've Found You"                                              | Now That I've Found You                       | -          | 49         | -     | -                  |
| 1999 | "Forget About It"                                                            | Forget About It                               | -          | 67         | -     | -                  |
| 1999 | "Stay"                                                                       | Forget About It                               | -          | -          | 28    | -                  |
| 2000 | "Buy Me a Rose" (Kenny Rogers com Alison Krauss e Billy Dean)                | She Rides Wild Horses (Álbum de Kenny Rogers) | 40         | 1          | -     | -                  |
| 2000 | "The Little Girl" (John Michael Montgomery com Alison Krauss e Dan Tyminski) | Brand New Me (Álbum de John Michael)          | 35         | 1          | -     | -                  |
| 2002 | "The Lucky One"                                                              | New Favorite                                  | -          | 46         | -     | -                  |
| 2004 | "Whiskey Lullaby" (Brad Paisley c/ Alison Krauss)                            | Mud on the Tires (Álbum de Brad Paisley)      | 41         | 3          | -     | Platina            |
| 2005 | "Restless"                                                                   | Lonely Runs Both Ways                         | -          | 36         | -     | -                  |
| 2005 | "If I Didn't Know Any Better"A                                               | Lonely Runs Both Ways                         | -          | -          | -     | -                  |
| 2006 | "The Reason Why"                                                             | These Days                                    | -          | 28         | -     | -                  |
| 2007 | "Missing You" (c/John Waite)                                                 | Downtown: Journey of a Heart                  | -          | 34         | -     | -                  |
| 2007 | "Simple Love"A                                                               | A Hundred Miles or More: A Collection         | -          | -          | -     | -                  |
| 2007 | "Sawing On The Strings"A                                                     | A Hundred Miles or More: A Collection         | -          | -          | -     | -                  |

Notes:
- APublicado mas não entrou no top.